# Murphy Lee
Murphy Lee (eigentlich Torhi Murphy Lee Harper; * 18. Dezember 1979 in St. Louis, Missouri) ist ein US-amerikanischer Hip-Hop-Musiker.

## Werdegang
1993 gründete er mit Nelly, Ali, Kyjuan und City Spud die St. Lunatics. 1996 erschien die gemeinsame EP Gimme What You Got und die Musiker kamen bei Universal Records unter. Als Nelly seine erfolgreiche Solokarriere startete, waren auch die anderen Bandmitglieder bei verschiedenen Songs vertreten, Murphy Lee zum Beispiel bei Batter Up (2001) und Air Force Ones (2002). Auch bei Songs von Jermaine Dupri, Lil Wayne und den Ying Yang Twins trat er in Erscheinung.
2003 war dann das Jahr seines großen Durchbruchs. Noch zusammen mit Nelly und P. Diddy hatte er mit Shake Ya Tailfeather einen Nummer-eins-Hit in den USA und das Trio bekam im Jahr darauf einen Grammy für das Lied, das vom Soundtrack des Films Bad Boys II stammt. Zusätzlich erschien auch sein erstes Solo-Album unter dem Titel Murphy's Law. Das Album erreichte Platz 8 der US-Top-200 und erreichte Gold-Status. Die erste Single Wat Da Hook Gon Be kam auf Platz 17 der US-Hot-100 und in die Top 10 der Rap-Charts. Auch der Song Luv Me Baby war noch recht erfolgreich. Mit U-C-ME Entertainment gründete Murphy Lee ein eigenes Plattenlabel. Darüber hinaus ist er Besitzer zweier Imbisslokale in St. Louis mit dem Namen Good For You Cafe.

## Diskografie

### Studioalben
| Jahr | Titel        | Höchstplatzierung, Gesamtwochen, AuszeichnungChartsChartplatzierungen (Jahr, Titel, Platzierungen, Wochen, Auszeichnungen, Anmerkungen) | Anmerkungen                              |
| Jahr | Titel        | US | Anmerkungen                              |
| ---- | ------------ | --- | ---------------------------------------- |
| 2003 | Murphy’s Law | US8 Gold · (29 Wo.)US | Erstveröffentlichung: 23. September 2003 |

### Singles
| Jahr | Titel Album                                              | Höchstplatzierung, Gesamtwochen, AuszeichnungChartplatzierungen (Jahr, Titel, Album, Platzierungen, Wochen, Auszeichnungen, Anmerkungen) | Höchstplatzierung, Gesamtwochen, AuszeichnungChartplatzierungen (Jahr, Titel, Album, Platzierungen, Wochen, Auszeichnungen, Anmerkungen) | Höchstplatzierung, Gesamtwochen, AuszeichnungChartplatzierungen (Jahr, Titel, Album, Platzierungen, Wochen, Auszeichnungen, Anmerkungen) | Höchstplatzierung, Gesamtwochen, AuszeichnungChartplatzierungen (Jahr, Titel, Album, Platzierungen, Wochen, Auszeichnungen, Anmerkungen) | Höchstplatzierung, Gesamtwochen, AuszeichnungChartplatzierungen (Jahr, Titel, Album, Platzierungen, Wochen, Auszeichnungen, Anmerkungen) | Anmerkungen                                                                 |
| Jahr | Titel Album                                              | DE | AT | CH | UK | US | Anmerkungen                                                                 |
| ---- | -------------------------------------------------------- | --- | --- | --- | --- | --- | --------------------------------------------------------------------------- |
| 2002 | Air Force Ones Nellyville                                | — | — | — | — | US3 (20 Wo.)US | Erstveröffentlichung: 7. November 2002 Nelly feat. Murphy Lee, Ali & Kyjuan |
| 2003 | Shake Ya Tailfeather Murphy’s Law / Bad Boys II (O.S.T.) | DE26 (10 Wo.)DE | AT29 (10 Wo.)AT | CH10 (12 Wo.)CH | UK10 (8 Wo.)UK | US1 Gold · (30 Wo.)US | Erstveröffentlichung: 29. Juni 2003 mit Nelly & P. Diddy                    |
| 2003 | Wat Da Hook Gon Be Murphy’s Law                          | — | — | CH80 (1 Wo.)CH | — | US17 (20 Wo.)US | Erstveröffentlichung: 23. September 2003 feat. Jermaine Dupri               |